# Apollonopolis Magna (stolica tytularna)
Apollonopolis Magna (łac. Dioecesis Apollonopolitanus Maior) – stolica historycznej diecezji w Cesarstwie Rzymskim (prowincja Tebaida), współcześnie w Egipcie. Od 1933 katolickie biskupstwo tytularne.